# Stilla olei ardentis
La gota de aceite hirviendo (en latín stilla olei ardentis) representa, en la literatura clásica y medieval, un tópico literario por el que se representa la traición, el pecado y la consumación de una curiosidad prohibida. Está ligado estrechamente al misticismo.

## Antecedentes
El enunciado de "gota de aceite hirviendo" aparece en Las metamorfosis o El Asno de Oro (V, 23) de Apuleyo, cuando se relata la tragedia de Cupido y Psique. Según la tradición, Psique recibía en su palacio todas las noches a su amante, pero no podía verle para no reconocerle. Convencida por sus hermanas, encendió una lucerna, de la que cayó una gota de aceite en la cara de Cupido, que huyó y provocó terribles males a su amada hasta poder volver a verle.
No sólo en la obra pícara de Apuleyo, sino en la leyenda transmitida oralmente se narraba la gota como culpable, a través de Psique, de su traición y el pecado ligado y como desencadenante de su epopeya posterior.
- Datos: Q6134337